# Escolinha del Profesor Raimundo
Escolinha del Profesor Raimundo fue un cuadro cómico comandado por Chico Anysio y exhibido en diversos programas humorísticos por más de 38 años, periodo en que reunió muchos de los mayores nombres del formato escolinha en Brasil.
Estrenó como programa propio en la Red Globo en 4 de agosto de 1990, siendo transmitido hasta 28 de mayo de 1995. Volvió al aire en 1999 como parte del humorístico Zorra Total, permaneciendo hasta octubre de 2000. Retornaría a su formato original como programa de televisión siendo exhibido entre 26 de marzo a 28 de diciembre de 2001, cuando fue exhibida su última temporada.
A partir de 4 de octubre de 2010, pasó a ser reprisado por el canal por firma Viva. Cuatro DVD de la Escolinha fueron lanzados pela Globo Marcas, cada uno con episodios de determinado año, el primero intitulado Turma de 1990. El segundo, Turma de 1991, incluyó un disco bônus con el especial Chico y Amigos, de 2009 (que incluía entre sus cuadros una imitación de la Escolinha con varios personajes de Anysio).
En 2015, el Canal Viva produjo en asociación con la Red Globo un remake de la antigua Escolinha, con 7 episodios (2 de los cuales pasaron sólo en la exhibición pela Globo). El equipo incluyó tres familiares de Chico Anysio, todos con experiencia en la serie original: dirección de su sobrina Cininha de Paula, redacción del hijo Nizo Nieto (que interpretaba Su Ptolomeu), y el profesor Raimundo interpretado por el hijo Bruno Mazzeo (redactor en la vieja Escolinha).

## Historia

### Radio
El formato de humorístico formado por un profesor y sus alumnos ya existía en el radio, siendo el precursor del género el programa Escolinha de la Dueña Olinda, creado por el humorista Nhô Totico y transmitido por la EPR durante los años 30. Ya la Escolinha del Profesor Raimundo surgió en 1952 por las manos de Haroldo Barbosa para la Radio Mayrink Veiga. Consistía de una sala de clase donde el Profesor Raimundo Nonato (Chico Anysio) servía como escalera para las piadas de tres alumnos: el sabido, interpretado por Afrânio Rodrigues, el burro, papel de João Fernandes, y un esperto, Zé Trindade. Más tarde, ellos ganarían la compañía de un minero desconfiado, Antônio Carlos Pires.

### Televisión
Con el éxito del programa en el radio, él ganó su versión televisiva en 1957, siendo exhibido en el programa Noches Cariocas, de la TV Río. El alumno inteligente era ahora interpretado por João Loredo; su opuesto por Castrinho; Vagareza era el malandro que intentaba ludibriar el profesor; y Ary Leche, un alumno gago y confuso. La Escolinha pasó aún por las TVs Excelsior y Tupi, hasta llegar a la Red Globo, donde fue exhibida como parte de los programas Chico City (1973), en su formato de tres alumnos y profesor, y Chico Anysio Show (1988), con una sala de clase mayor, con 20 alumnos.
La idea de transformar el cuadro en programa suelo fue de Chico Anysio. Estrenó el día 4 de agosto de 1990, con dirección de Cassiano Hijo, Paulo Ghelli y Cininha de Paula. Grabado inicialmente en los estudios de la antigua TV Tupi, en la Urca, y después en la Cinédia y en los estudios del Renato Aragão, todos en Río de Janeiro, la Escolinha iba al aire a los sábados, a las 21h30 de la noche. Estrenó con veinte alumnos, y a partir de 29 de octubre, con la adición de tres más, pasó a ser exhibida de segunda el viernes, a las 17h30 de la tarde.
El día 11 de junio de 1992 fue al aire el programa de número 500. La Escolinha paró de ser exhibida a los sábados, pasando para las noches de miércoles, pero tras un tiempo el cambio fue deshecho. Ya entonces el elenco contaba con 37 actores, entre alumnos y personajes de apoyo.
En 1995 las ediciones vespertinas comenzaron a ser reprisadas. El programa de sábado pasó a ser transmitido a los miércoles, volviendo para el sábado y yendo a parar hasta en las tardes de domingo, reflejo de la caída inevitable de audiencia - tal vez debido a la superexposição del formato, exhibido seis veces por semana durante cinco años ininterruptos. Como los cambios no dieron resultado, la Escolinha salió del aire en mayo de 1995 para dar lugar al seriado-novela Malhação.
En 1999, Chico Anysio decidió llevar la Escolinha por los teatros de Brasil y su turnê tuvo el pontapé inicial dato en 8 de octubre de forma gratuita en el Centro comercial Grande Río, en Son João de Meriti, en Río de Janeiro. El mismo año volvió a ser exhibida en la Red Globo, ahora como cuadro del programa Zorra Total, permaneciendo en el aire hasta octubre de 2000.
Una última temporada, nuevamente como programa suelo y con 25 minutos de duración, fue exhibida de segunda el viernes entre marzo y diciembre de 2001.
Con el fin definitivo del cuadro muchos humoristas del elenco de la Escolinha acabarían siendo contratados por la Red Record, donde estrelaram - sin Chico Anysio - el programa Escolinha de la Confusión. En el lugar de Chico, Dedé Santana, Gil Gomes, Benvindo Siqueira y Miéle, entre otros, hacían el papel del profesor.
En 2008 a Globo lanzó un DVD con episodios del año de estrena, 1990, en un disco de tres horas. En el único extra, una compilación de escenas de cuadros del programa donde los alumnos llevaban sus parientes (generalmente padres y abuelas), siempre con actores invitados como Mario Lago y Renato Aragão.
Después de la muerte de Chico Anysio en 23 de marzo de 2012, a Globo anunció una reprise especial de la Escolinha en su homenaje, en un compacto de cinco capítulos exhibidos entre 26 y 30 de marzo del mismo año.
Entre el 8 de diciembre de 2014 hasta abril de 2015, la Red Globo reprisou la Escolinha dentro del Vídeo Show, con ediciones diarias de 5 a 10 minutos.
En 2015, el Canal Viva produjo 7 programas especiales (de los cuales 5 fueron transmitidos en la ocasión) con nuevos comediantes y actores, interpretando los antiguos personajes. Estos programas fueron al aire en la Red Globo, entre 13 de diciembre de 2015 y 24 de enero de 2016, a los domingos, en el rango de 12h30.

## Elenco
| Actor / Actriz | Personaje                 |
| -------------- | ------------------------- |
| Chico Anysio   | Professor Raimundo Nonato |

### Estudiantes

#### Turma de 1990/1991/1992/1993/1994
| Actor / Actriz       | Personaje          |
| -------------------- | ------------------ |
| Antônio Carlos Pires | Joselino Barbacena |
| Antônio Pedro        | Bicalho            |
| Brandão Filho        | Sandoval Quaresma  |
| Castrinho            | Geraldo            |
| César Macedo         | Seu Eugênio        |
| Cláudia Jiménez      | Dona Cacilda       |
| Costinha             | Seu Mazarito       |
| Grande Otelo         | Eustáquio          |
| Jaime Filho          | Suppapau Uaçu      |
| Lúcio Mauro          | Aldemar Vigário    |
| Lug de Paula         | Seu Boneco         |
| Marcos Plonka        | Samuel Blaustein   |
| Mário Tupinambá      | Bertoldo Brecha    |
| Nizo Neto            | Ptolomeu           |
| Olney Cazarré        | João Bacurinho     |
| Orlando Drummond     | Seu Peru           |
| Rogério Cardoso      | Rolando Lero       |
| Rony Cócegas         | Galeão Cumbica     |
| Pedro Bismarck       | Nerso da Capitinga |
| Sérgio Mallandro     | Ele Mesmo          |
| Stella Freitas       | Cândida            |
| Tássia Camargo       | Marina da Glória   |
| Walter D'Ávila       | Baltazar da Rocha  |
| Zezé Macedo          | Dueña Bela         |

#### Turma de 2001
| Actor / Actriz    | Personaje                 |
| ----------------- | ------------------------- |
| Alcione Mazzeo    | Doña Angélica             |
| Alice Borges      | Doña Neura                |
| André Lucas       | Araña                     |
| André Mattos      | Sr Fininho                |
| Antônio Pedro     | José Bonvê                |
| Arnaud Júnior     | Ramório                   |
| Berta Loran       | Sara Rebeca               |
| Cláudia Jiménez   | Doña Cacilda              |
| Cláudia Rodrigues | Thalia                    |
| Cláudio Cuña      | Gaúcho                    |
| Daniele Valiente  | Doña Tesinha              |
| Elaine Mickely    | Terezuda                  |
| Fafy Siqueira     | Doña Lusitana del Canindé |
| George Savalla    | Carequinha                |
| Heloísa Périssé   | Tati                      |
| Ingrid Guimarães  | Leandra Borges            |
| Lúcio Mauro       | Aldemar Vigário           |
| Lug de Paula      | Sr Muñeco                 |
| Maurício Manfrini | Paulinho Gogó             |
| Nairon Barreto    | Zé Lezin                  |
| Orlando Drummond  | Sr Pavo                   |
| Rogério Cardoso   | Rolando Lero              |
| Tom Cavalcante    | João Canabrava            |
| Viviane Araújo    | Rosinha                   |

## Elenco (2015)
| Actor/Actriz        | Personaje                | Interpretado(a) en la versión original por |
| ------------------- | ------------------------ | ------------------------------------------ |
| Bruno Mazzeo        | Profesor Raimundo Nonato | Chico Anysio                               |
| Marcos Caruso       | Su Pavo                  | Orlando Drummond                           |
| Lúcio Mauro Hijo    | Aldemar Vigário          | Lúcio Mauro                                |
| Dani Calabresa      | Catifunda                | Zilda Cardoso                              |
| Betty Gofman        | Doña Bella               | Zezé Macedo                                |
| Fabiana Karla       | Doña Cacilda             | Cláudia Jiménez                            |
| Mateus Solano       | Zé Bonitinho             | Jorge Loredo                               |
| Marcelo Adnet       | Rolando Lero             | Rogério Cardoso                            |
| Fernanda de Freitas | Marina de la Gloria      | Tássia Camargo                             |
| Maria Clara Gueiros | Cândida                  | Stella Freitas                             |
| Rodrigo Sant'Anna   | Batista                  | Eliezer Motta                              |
| Ângelo Antônio      | Joselino Barbacena       | Antônio Carlos Pires                       |
| Otaviano Costa      | Ptolomeu                 | Nizo Neto                                  |
| Otávio Müller       | Baltazar de la Roca      | Walter D'Ávila                             |
| Marco Ricca         | Pedro Pereira            | Francisco Milani                           |
| Marcius Melhem      | Sr Muñeco                | Lug de Paula                               |
| Kiko Mascarenhas    | Galeão Cumbica           | Rony Cosquillas                            |
| Ellen Rocche        | Capitu                   | Cláudia Mauro                              |
| Evandro Mezquita    | Armando Vuelta           | David Abeto                                |
| Fernanda Souza      | Tati                     | Heloísa Périssé                            |